# Paneuritmia
Paneuritmia o Paneurhythmy (Búlgaro: Паневритмия) es un sistema de ejercicios musicales físicos desarrollado por Peter Deunov entre 1922 y 1944, centró encima consiguiendo armonización y equilibrio interiores. El énfasis de los ejercicios encima está dando y recibiendo, con el objetivo de crear un intercambio consciente con las fuerzas de naturaleza..Paneuritmia se practica tanto para la aptitud física como para el desarrollo espiritual.

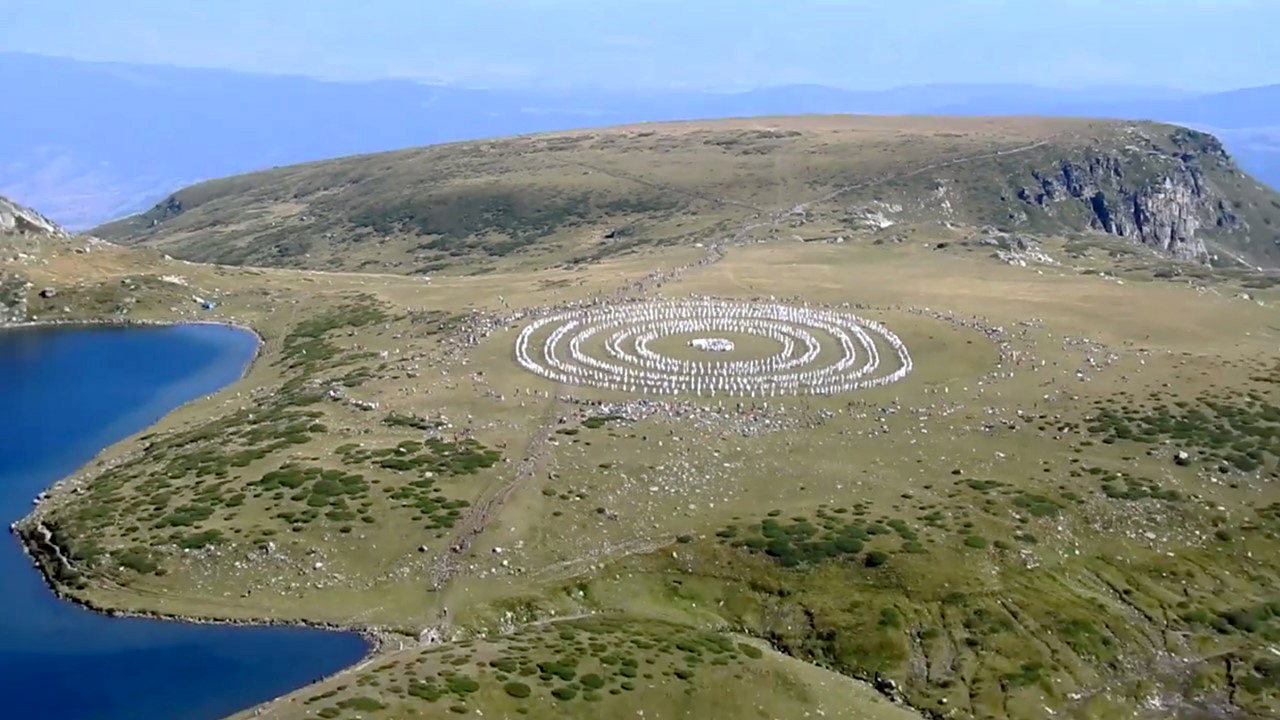
Paneurhythmy en el Rila Montañas, Bulgaria

## Visión general

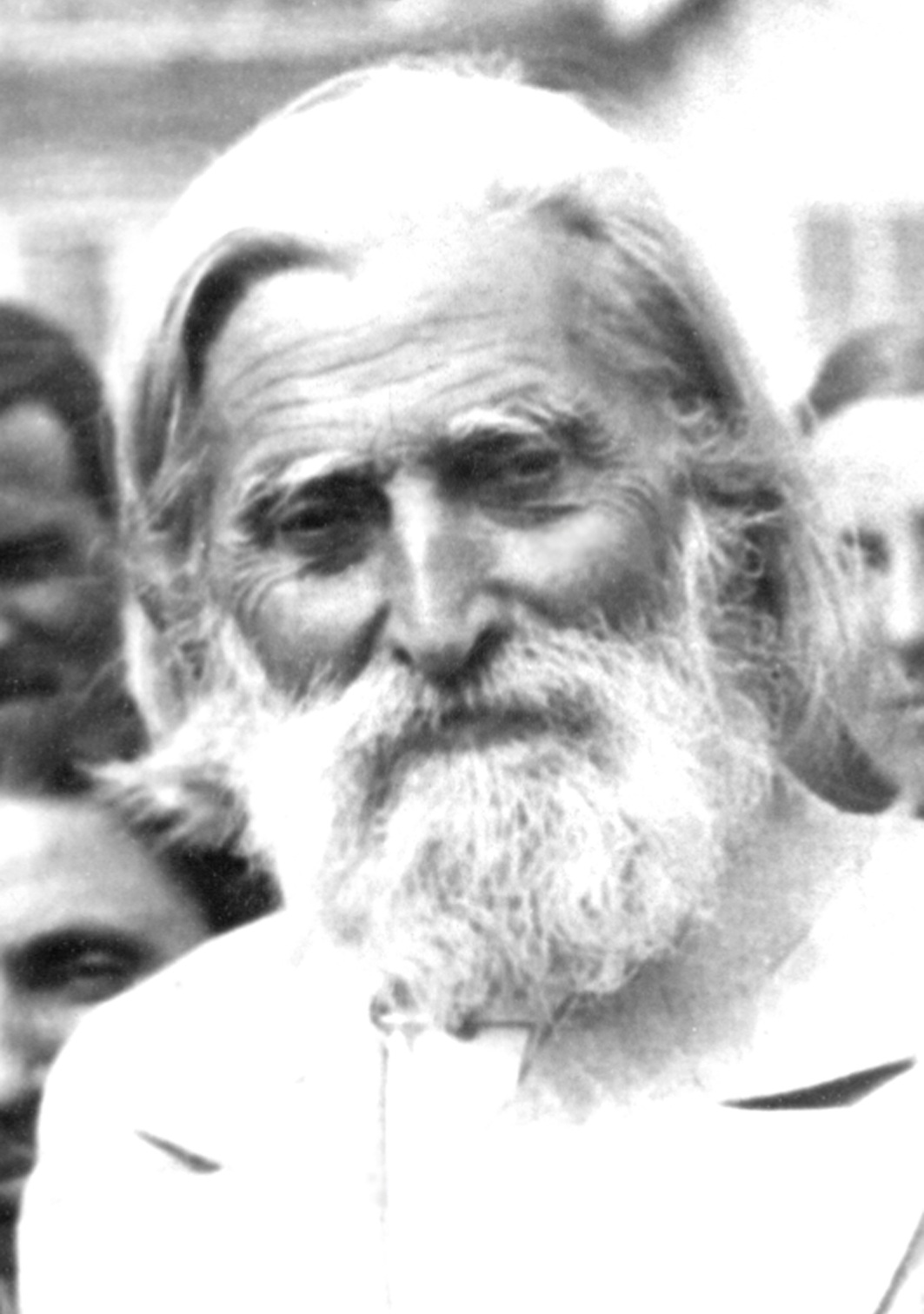
Peter Deunov, el fundador de Paneuritmia

Etimológicamente, Paneuritmia está derivado de tres raíces: 
- Pan que significa todo, el cósmico,
- Eu - significando “el cierto” o “supremo”, el esencial
- Ritmo - periodicidad de movimiento.[2][6] La cacerola “de prefijo” implica expresión de ritmo que es innato a naturaleza.

Basado en estas raíces etimológicas, Paneuritmia directamente traduce a Ritmo Sublime Cósmico.
El compositor de la música y movimientos de paneuritmia, Peter Deunov (también sabido como Beinsa Douno) desarrolló los ejercicios en los 1930 es en Bulgaria en un adaptive proceso, excluyendo algún y adoptando otros para descubrir su optimal forma. En Deunov  palabras: “Actualmente, el paneuthythmic figuras haber sólo los contornos de movimiento. Más tarde  obtendrán su sustancia, su significado de núcleo, y detalles”
La idea de viviente con la armonía con naturaleza es prominente en la práctica de Paneuritmia. Basado en Deunov recomendaciones, Paneurthythmic los ejercicios eran para ser hechos en la mañana temprana y exterior, preferentemente en un prado verde, y era más eficaz en la Primavera, empezando el 22.º de March. En su opinión, esto era el tiempo  cuándo la naturaleza era más receptive y contuvo el más prana, o energía viviente que podría ser absorbido por el cuerpo humano.
Paneuthythmy también contiene un énfasis encima construyendo una cultura nueva de amor, fraternidad, y libertad.  Paneuthythmy  había una conexión directa entre pensado y movimiento, aquello a través de la armonía entre música, movimiento, e ideas, paneurhytmy era capaz de promover fuerzas creativas dentro de la sociedad más grande.
Con el tiempo, Paneuritmia ha atraído la atención de personas de nacionalidades y culturas diferentes, a pesar del 40-año régimen comunista en Bulgaria aquello prohíbe tales prácticas. La danza colectiva en Siete Rila Lagos en el Rila montañas encima 19–21 agosto puede ser singled fuera como la reunión más grande, con encima 2000 practicantes que atienden por año de una variedad de países, incluyendo Francia, Canadá, Italia, Ucrania, y Rusia.

## Estructura
Paneuritmia está compuesto de tres partes: 28 Ejercicios, los rayos del sol, y Pentagram, con cada ejercicio habiendo una importancia simbólica, expresando un particular pensado, sentimiento, o acción.

### 28 Ejercicios
La primera parte, 28 Ejercicios, es un conjunto de 28 ejercicios actuó con un socio mientras moviendo en un círculo con los músicos y/o cantantes en el centro del círculo. Cada cual de los ejercicios revela una idea expresada a través del nombre, los movimientos, y la música del ejercicio. Los primeros diez ejercicios, también sabidos como El Primer Día de Primavera, es actuó sequentially sin parar. Representan el simbólicos despertando del alma, cuando la naturaleza está despertada en la Primavera. En Deunov  opinión, foco en el movimiento de cada ejercicio y las ideas asociaron al ejercicio era clave a actuar los ejercicios correctamente.  Su creencia era que los ejercicios tuvieron que ser actuados thoughtfully y con amor, más que mechanically.

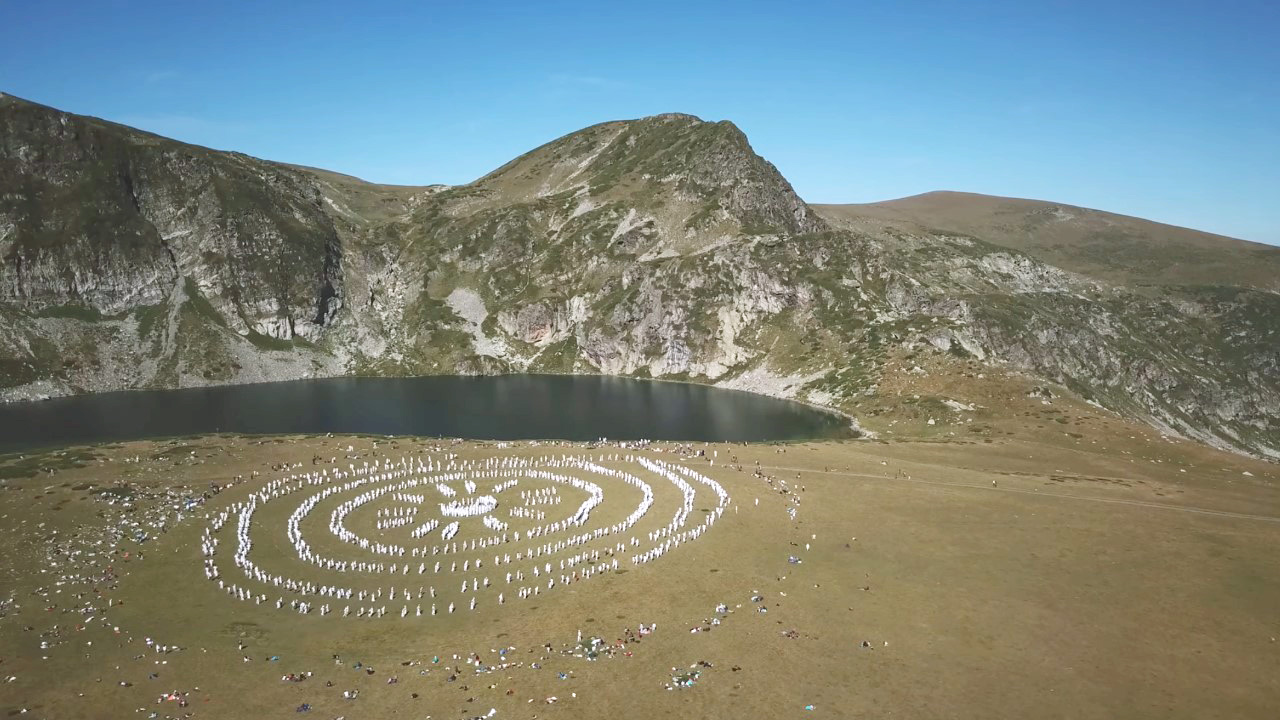
Paneuritmia en el Rila Montañas - los rayos del sol

### Los rayos del sol
Los rayos del sol es una composición actuada después de los 28 ejercicios. Los participantes, arreglados en pares, forma dos grupos: 12 rayos a simbólicamente representar el abriendo de las doce puertas de vida cuando expresado a través de las 12 señales del zodíaco, y un círculo exterior alrededor de los rayos que representan la rueda de vida.  Actuando como radios, los 12 rayos se acercan el centro que simboliza la recepción de fuerzas vitales y entonces ir backward a infuse estas fuerzas al círculo exterior.  En el movimiento siguiente, cada socio en un par actúa círculos alrededor del otro.  Estos movimientos representan etapas del desarrollo en qué humanidad está atrapado en un círculo de consciencia material. El tercio y cuartos movimientos simbolizan liberation de este círculo y la alegría subsiguiente asociada con tal liberación, cuando expresado a través del canto y clapping de los participantes.

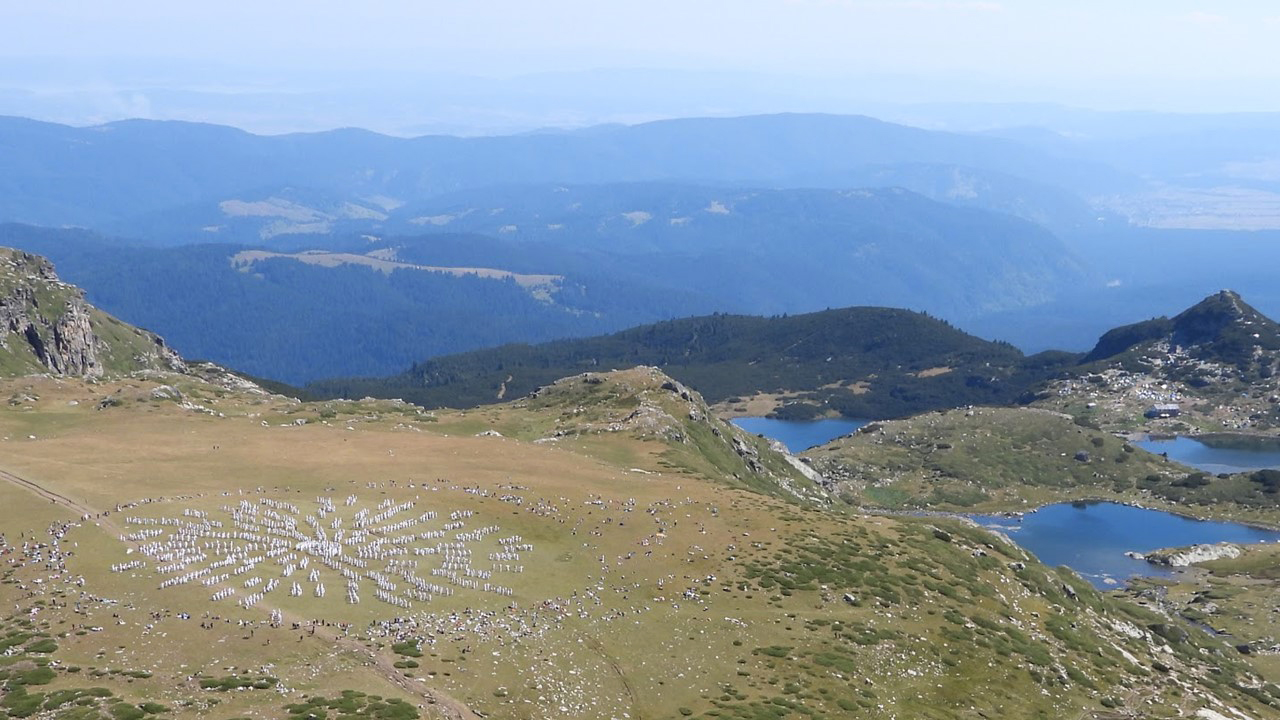
Paneuritmia en el Siete Rila Lagos - Pentagram

### Pentagram
La tercera parte de Paneuritmia, Pentagram, es una representación simbólica del camino del alma humana a la perfección, con cada rayo del pentagram representando amor, sabiduría, verdad, justicia, y bondad. respectivamente.  El pentagram es también una metáfora para un hombre cósmico en movimiento, con los ápices siendo la cabeza , dos manos, y dos pies.  El ejercicio está actuado con cinco pares de participantes qué movimiento y sitios de intercambio, simbolizando que las virtudes positivas de una individual tienen que ser en movimiento en orden para las calidades para tener efecto.  Después, la marcha de participantes adelante, representando que el embodiment de las virtudes ha sido conseguidas.  Estos movimientos están repetidos cinco tiempos .

## Potencial terapéutico
En el primer libro publicado en Paneuritmia de 1938, los ejercicios estuvieron definidos principalmente como método para mantener salud buena - en particular, cuando un intercambio inteligente entre hombre y naturaleza con el objetivo de promover salud a través de movimientos rítmicos y armónicos, combinados con música correspondiente, concentración de pensó, y respiración correcta. Debido a la diversidad de los ejercicios,  es theorized que  comprometen músculos y juntas para mejorar la locomoción y equilibrio del cuerpo humano. Un número de estudios ha sido actuado para indicar efectos positivos potenciales de la práctica en participantes.  Un estudio preliminar en 2004 informó que la mayoría de participantes indicó una mejora en el mental, aspectos físicos y sociales de su salud, seguido por un estudio controlado en 2007, el cual indicó mejora significativa en la calidad de vida debido a mejora de salud como resultados de 6 meses de Paneuritmia formación.  Otros estudios sugieren una disminución en tensión percibida y ego resiliency.  Paneuritmia también ha sido estudiado como método potencial de educación física, con uno estudia sugerir mejoras significativas en equilibrio, velocidad, y agilidad mientras otro proporciona un análisis comparativo de paneuritmia y eurhythmy .